# Омельне (Луцький район)
Оме́льне — село в Україні, у Луцькому районі Волинської області. Входить до складу Ківерцівської міської громади. Населення становить 809 осіб.

## Назва
За радянських часів перейменоване на Макаревичі, в 1992 р. селу повернено історичну назву.

## Географія
На південній стороні від села бере початок річка Грушвиця, притока Стиру.

## Історія
У 1906 році село Колківської волості Луцького повіту Волинської губернії. Відстань від повітового міста 38 верст, від волості 12. Дворів 125, мешканців 806.
У 2018 —  2020 рр. у складі Тростянецької сільської громади (Волинська область).
19 липня 2020 року, в результаті адміністративно-територіальної реформи та ліквідації Ківерцівського району, село увійшло до складу Луцького району.

## Населення
Згідно з переписом УРСР 1989 року чисельність наявного населення села становила 910 осіб, з яких 407 чоловіків та 503 жінки.
За переписом населення України 2001 року в селі мешкало 779 осіб.

### Мова
Розподіл населення за рідною мовою за даними перепису 2001 року:
| Мова       | Відсоток |
| ---------- | -------- |
| українська | 99,63 %  |
| російська  | 0,37 %   |